# Undeclared Wars with Israel
Undeclared Wars with Israel: East Germany and the West German Far Left, 1967–1989 (tạm dịch: Chiến tranh không tuyên bố với Israel: Đông Đức và phe cực tả Tây Đức, 1967-1989) là một cuốn sách của Jeffrey Herf, được xuất bản bởi Nhà xuất bản Đại học Cambridge vào năm 2015. Cuốn sách lập luận rằng Đông Đức nói riêng cực kỳ thù địch với Israel và đã tiến hành "những cuộc chiến tranh không khai báo" chống lại đất nước này bằng cách tài trợ cho các nhóm chiến binh Ả Rập và các nhóm chống Israel khác. Cuốn sách nhận được đánh giá tích cực vì được nghiên cứu kỹ lưỡng và đưa ra những thông tin mới về mối quan hệ của Đông Đức với Israel.

## Nội dung
Cuốn sách thảo luận trong khoảng thời gian từ Chiến tranh Sáu Ngày năm 1967 đến Sự sụp đổ của Bức tường Berlin, ghi lại những sự kiện như vụ thảm sát München (1972), Chiến tranh Yom Kippur (1973), vụ tấn công khủng bố Kiryat Shmona và Ma'alot ở Israel năm 1975, tuyên bố "Chủ nghĩa phục quốc Do Thái là phân biệt chủng tộc" (1975), Chiến dịch Entebbe và tấn công vào các rạp chiếu phim Victory at Entebbe (1976), Chiến tranh Liban 1982, và vụ đánh bom vũ trường Tây Berlin (1986).
Cách tiếp cận của Jeffrey Herf trái ngược với các nhà sử học Đức, những người suy xét chính trị theo cùng một quan điểm với nhau, lấy nguồn từ các nạn nhân Do Thái bị tấn công. Ông cũng dựa trên nghiên cứu tài liệu lưu trữ trong Bộ Chính trị của SED, Hội đồng Bộ trưởng, Bộ ngoại giao và Bộ quốc phòng của CHDC Đức và các nơi khác.
Theo nghiên cứu của Herf, chính phủ Đông Đức đã gửi "750.000 vũ khí tấn công Kalashnikov; 120 máy bay chiến đấu MiG; 180.000 mìn sát thương; 235.000 lựu đạn; 25.000 súng phóng lựu (RPG) và 25 triệu hộp đạn đủ các kích cỡ" tới các quốc gia và nhóm vũ trang có chiến tranh với Israel. Một số lượng vũ khí trong số này đã đến PLO, Mặt trận Dân chủ Giải phóng Palestine, và Mặt trận Bình dân Giải phóng Palestine. Herf mô tả cách Đông Đức tài trợ cho các nhóm chiến binh Palestine và những người cánh tả cực đoan Tây Đức được Fatah huấn luyện, PFLP và các nhóm khác để thực hiện các cuộc tấn công vào Israel. Ông cũng thảo luận về "cuộc chiến tuyên truyền chống lại Israel" được tiến hành tại Liên hợp quốc và các tổ chức quốc tế khác. Sử dụng các hành động chống Israel, Đông Đức đã có thể nhận được sự công nhận ngoại giao bên ngoài Khối phía Đông, từ các quốc gia như Iraq, Sudan, Syria và Ai Cập. Herf thấy rằng chính phủ Đông Đức phân biệt giữa "ôn hòa" và "cực đoan" trong thế giới Ả Rập:
Một "lực lượng cực đoan" là một lực lượng khủng bố đã mở rộng "cuộc đấu tranh giai cấp quốc tế" bao gồm các cuộc tấn công ở Tây Âu trong khi một lực lượng "ôn hòa" là một lực lượng khủng bố từ các quốc gia Ả Rập hoặc các tổ chức Palestine, những lực lượng này chỉ tập trung tấn công Israel và có lẽ các mục tiêu "đế quốc" bên ngoài Tây Âu.

Herf lưu ý sự khác biệt giữa Tây Đức, nơi có "điều luật thứ mười một" là không làm hại người Do Thái và Đông Đức với nơi không có tiền đề như vậy. Ông ca ngợi vai trò của nhà lãnh đạo Do Thái ở Tây Đức Heinz Galinski, người đã viết các bài xã luận tố cáo chủ nghĩa bài Do Thái thuộc phe cánh tả. Ngược lại, Herf chỉ trích Willy Brandt, bởi vì "Thủ tướng Tây Đức, người nổi tiếng đã quỳ gối để xin lỗi tại đài tưởng niệm những người Do Thái bị giết ở Ghetto Warszawa, đã tuyên bố đất nước của ông trung lập trong những ngày tháng tàn khốc nhất trong lịch sử Israel kể từ năm 1948 [chiến tranh Yom Kippur]." Ông mô tả bài tiểu luận của Ulrike Meinhof bảo vệ vụ thảm sát Munich là "một trong những tài liệu quan trọng nhất trong lịch sử chủ nghĩa bài Do Thái ở châu Âu sau Holocaust".

## Tiếp nhận
Trong Holocaust and Genocide Studies, Russell Berman ca ngợi cuốn sách đã được nghiên cứu kỹ lưỡng. Ông viết rằng cuốn sách đã làm sáng tỏ "một nghiên cứu quan trọng về một chương khó và đa chiều trong lịch sử của người Đức và người Do Thái".
Martin Jander ca ngợi "sự phân tích xuất sắc" của Herf.
Pertti Ahonen đã mô tả nó như một "nghiên cứu được nghiên cứu tỉ mỉ", mặc dù một nghiên cứu đôi khi bị sa lầy vào những lập luận lặp đi lặp lại và quá chi tiết về các chuyến hàng vũ khí.
Allan Arkush mô tả cuốn sách là "bản cáo trạng được nghiên cứu kỹ lưỡng" và "một lời nhắc nhở kịp thời" nhưng dự đoán rằng "câu chuyện về hai mối hận thù sẽ [không] làm xấu hổ" những người tiếp tục chính trị mà Herf mô tả ở hiện tại.